# Power (singel Fields of the Nephilim)
Power – pierwszy singiel grupy Fields Of The Nephilim wydany w 1986 roku przez wytwórnię Situation Two. Płytka ukazała się tylko w wersji winylowej, w formatach 7" i 12". 
Spis utworów:
wersja 7":
1. Power (4:29)
2. Secrets (3:35)

wersja 12":
1. Power (4:29)
2. Secrets (3:35)
3. The tower (5:53)